# Coníferas

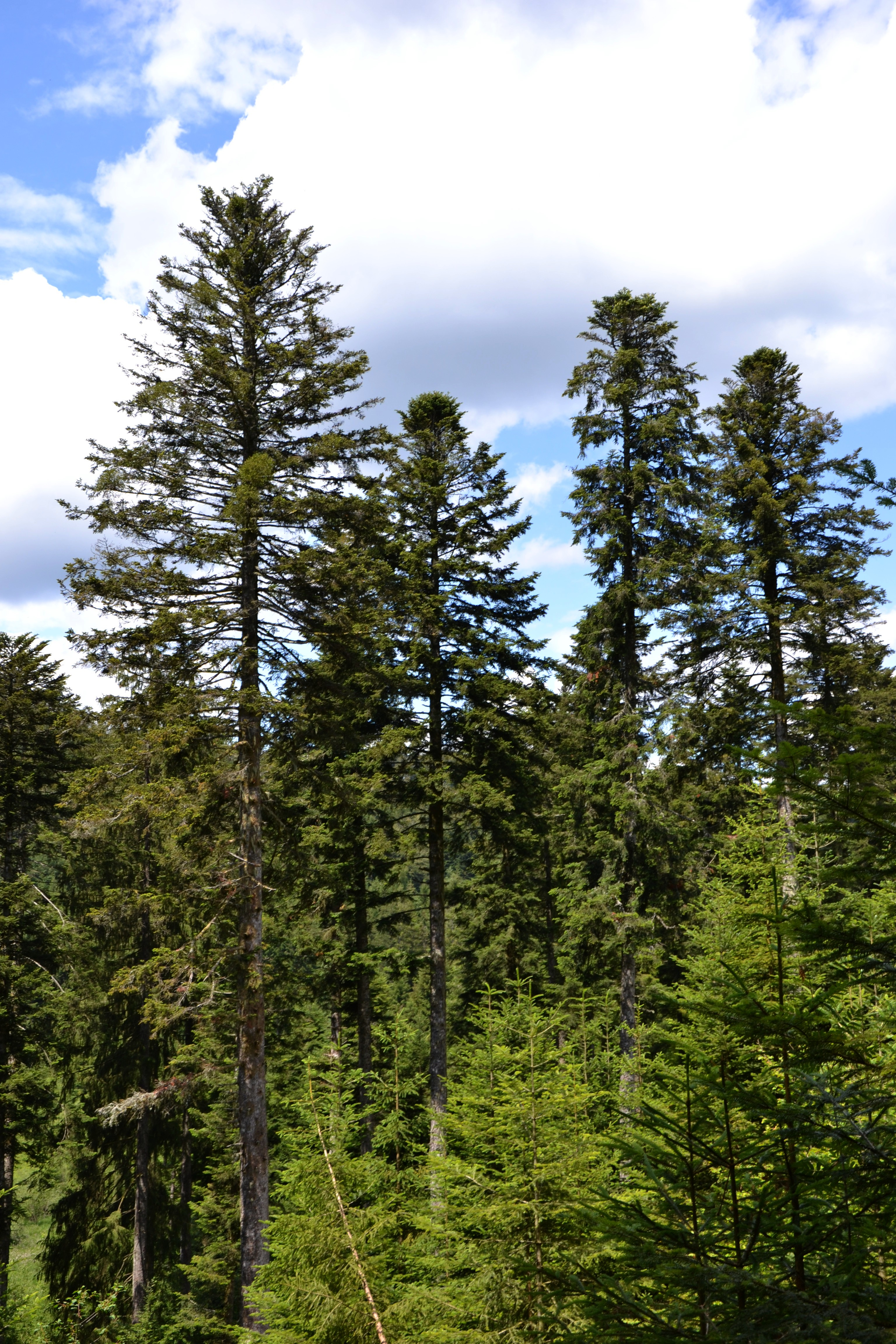
Floresta de Abies alba nos Vosges, leste da França.

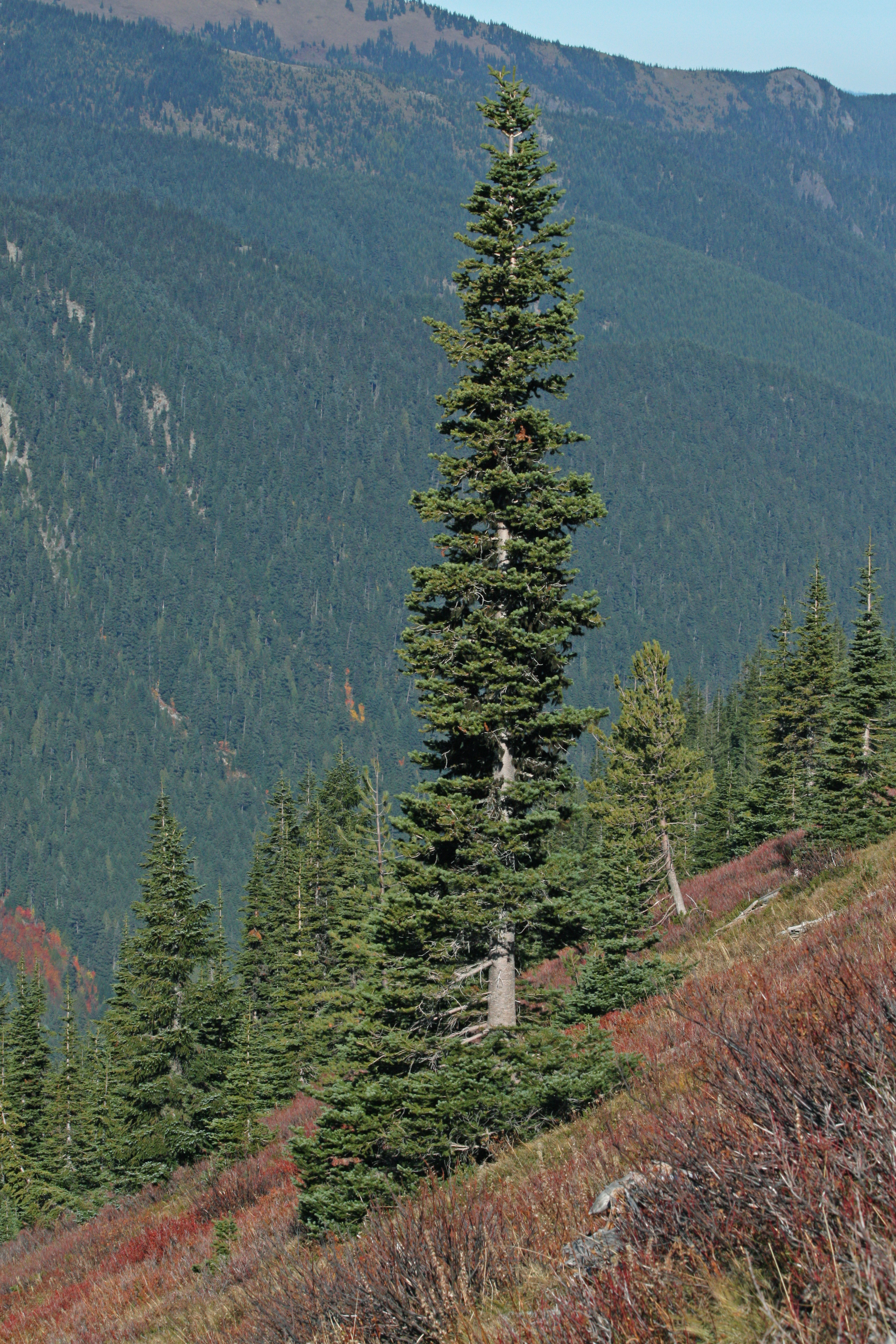
A forma cónica estreita das coníferas do Norte e os seus ramos inclinados para baixo ajudam-nas a afastar a neve.

Coníferas é a designação corrente dada às plantas da divisão Pinophyta (também Coniferophyta ou Coniferae), um subconjunto das gimnospermas. A divisão contém uma única classe extante, Pinopsida, constituída na sua totalidade por perenes, na sua maior parte árvores, mas também alguns arbustos. O grupo tem distribuição natural cosmopolita, com maior presença nas regiões frias e temperadas, onde é a principal componente da flora montana. Na sua presente circunscrição taxonómica, a divisão Pinophyta contém sete famílias, 60 a 65 géneros e mais de 600 espécies extantes.:205 O grupo inclui algumas das árvores mais conhecidas a nível global e com grande interesse económico, nomeadamente cedros, abetos, ciprestes, zimbros, kauri, lariços, pinheiros, tsugas, sequoias, abetos e teixos. espécies de grande valor económico para a produção de madeira macia, papel, resinas e alimentos. São os plantas capazes de grande longevidade, sendo que entre os pinheiros da Califórnia (Pinus subsecção Cembroides) há exemplares com mais de 4600 anos de idade.
Embora o número total de espécies seja relativamente pequeno, as coníferas são ecologicamente importantes. São as plantas dominantes em grandes áreas da Terra, nomeadamente na taiga do Hemisfério Norte, mas também em climas frios semelhantes nas montanhas mais a sul. As coníferas boreais têm muitas adaptações ao inverno. A forma cónica estreita das coníferas boreais e os seus membros inclinados para baixo ajudam-nas a eliminar a neve. Muitas delas alteram sazonalmente a sua bioquímica para se tornarem mais resistentes ao congelamento. Embora as florestas tropicais tenham maior biodiversidade e rotatividade, as imensas florestas de coníferas do Hemisfério Norte representam o maior sumidouro terrestre de carbono.

## Descrição
Todas as coníferas vivas são plantas lenhosas, a maioria árvores, sendo que no grupo predomina largamente a forma de crescimento monopodial (um único tronco reto com ramos laterais) com forte dominância apical. Muitas coníferas têm uma resina distintamente perfumada, segregada para proteger a árvore contra a infestação de insectos e a infeção de feridas por fungos. A resina fossilizada endurece e transforma-se em âmbar. O tamanho das coníferas maduras varia de menos de um metro a mais de 100 metros.
As árvores vivas mais altas, mais grossas, maiores e mais antigas do mundo são todas coníferas. A mais alta é uma Sequoia sempervirens, com uma altura de 115,55 metros (embora um exemplar de Eucalyptus regnans tenha alegadamente atingido uma altura de 140 metros, as dimensões exactas não foram confirmadas). A mais grossa, ou seja, a árvore com maior diâmetro de tronco, é a Árbol del Tule, um Taxodium mucronatum com 11,42 metros de diâmetro. A maior árvore em volume tridimensional é uma Sequoiadendron giganteum, com um volume de 1486,9 metros cúbicos. A conífera mais pequena é a espécie Lepidothamnus laxifolius, da Nova Zelândia, que raramente atinge mais de 30 cm de altura quando adulta.
O mais antigo é um Pinus longaeva (Great Basin Bristlecone Pine), com 4700 anos de idade, embora a árvore conhecida por Velha Tjikko, um espécime de pinheiro da espécie Picea abies (a espécie que mais se usa como árvore de Natal), encontrado no Parque Natural Fulufjället, Dalarna (Suécia), tenha passado a ser considerado a planta mais antiga de todo o planeta, com mais 9 500 anos de idade (contudo é uma árvore clonal, pelo que o atual tronco principal tem apenas alguns séculos de idade).

### Morfologia
As folhas da maior parte das coníferas são agulhas longas e finas, mas as Cupressaceae e algumas Podocarpaceae têm folhas em forma de escama. Os estomas encontram-se em linhas ou manchas nas folhas e podem fechar-se quando o tempo está demasiado seco ou frio. As folhas são geralmente verdes escuras o que ajuda a absorver o máximo de energia do fraco calor solar das altas latitudes ou por baixo das copas duma floresta. Na maior parte dos géneros, as folhas são persistentes, geralmente conservando-se por vários anos antes de cairem. A súber das sequóias pode atingir 50 cm de espessura.
Folhagem
Como a maioria das coníferas são sempre-verdes, as folhas de muitas espécies são longas, finas e têm uma aparência de agulha, mas outras, incluindo a maioria das Cupressaceae e algumas das Podocarpaceae, têm folhas planas e triangulares semelhantes a escamas. Algumas, nomeadamente Agathis (em Araucariaceae) e Nageia (em Podocarpaceae), têm folhas largas e planas em forma de cinta. Outras, como Araucaria columnaris, têm folhas em forma de furador. Na maioria das coníferas, as folhas estão dispostas em espiral, com exceção da maioria das Cupressaceae e de um género de Podocarpaceae, onde estão dispostas em pares opostos, decussados ou em verticilos de 3 (-4).
Em muitas espécies com folhas dispostas em espiral, como na espécie Abies grandis, as bases das folhas são torcidas para apresentar as folhas num plano uniforme para máxima captação de luz. O tamanho das folhas varia entre 2 mm em muitas espécies de folhas escamiformes, até 400 mm de comprimento nas agulhas de alguns pinheiros (por exemplo, o pinheiro Pinus engelmannii). Os estômatos encontram-se em linhas ou manchas nas folhas e podem fechar-se quando o tempo está muito seco ou frio. As folhas são muitas vezes de cor verde escura, o que pode ajudar a absorver o máximo de energia do sol fraco em altas latitudes ou sob a sombra do dossel da floresta.
As coníferas de zonas mais quentes com altos níveis de luz solar (por exemplo, o pinheiro Pinus brutia) têm frequentemente folhas verde-amareladas, enquanto outras (por exemplo, o abeto azul, Picea pungens) podem desenvolver folhas azuis ou prateadas para refletir a luz ultravioleta. Na grande maioria dos géneros as folhas são perenifólias, permanecendo normalmente na planta durante vários (2-40) anos antes de caírem, mas cinco géneros (Larix, Pseudolarix, Glyptostrobus, Metasequoia e Taxodium) são caducifólios, perdendo as suas folhas no outono. As plântulas de muitas coníferas, incluindo a maioria das Cupressaceae, e Pinus em Pinaceae, têm um período de folhagem juvenil distinto, em que as folhas são diferentes, muitas vezes de forma acentuada, das folhas adultas típicas.

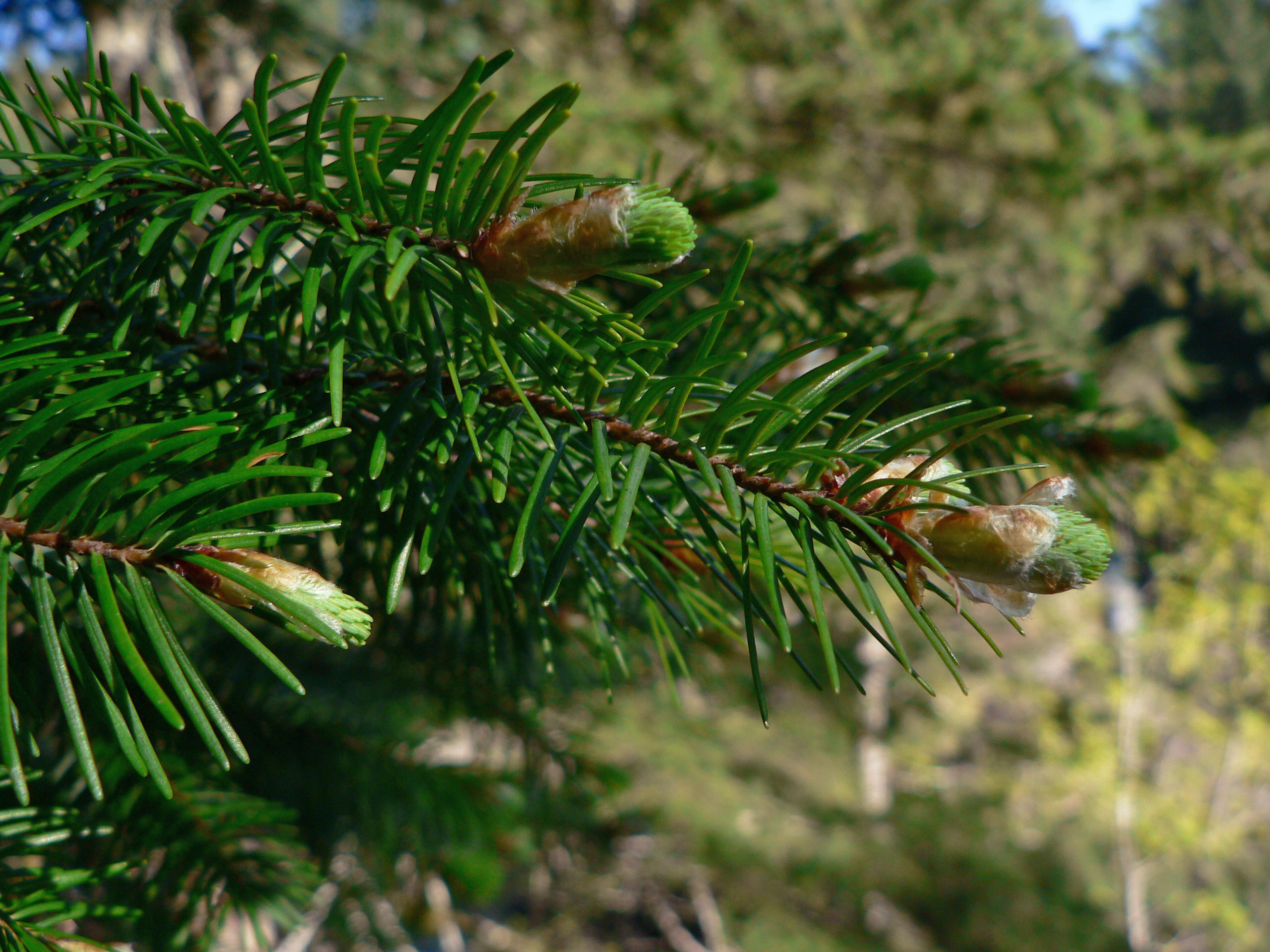
Pinaceae: folhas em forma de agulha e botões vegetativos do ab[eto Pseudotsuga menziesii var. menziesii.
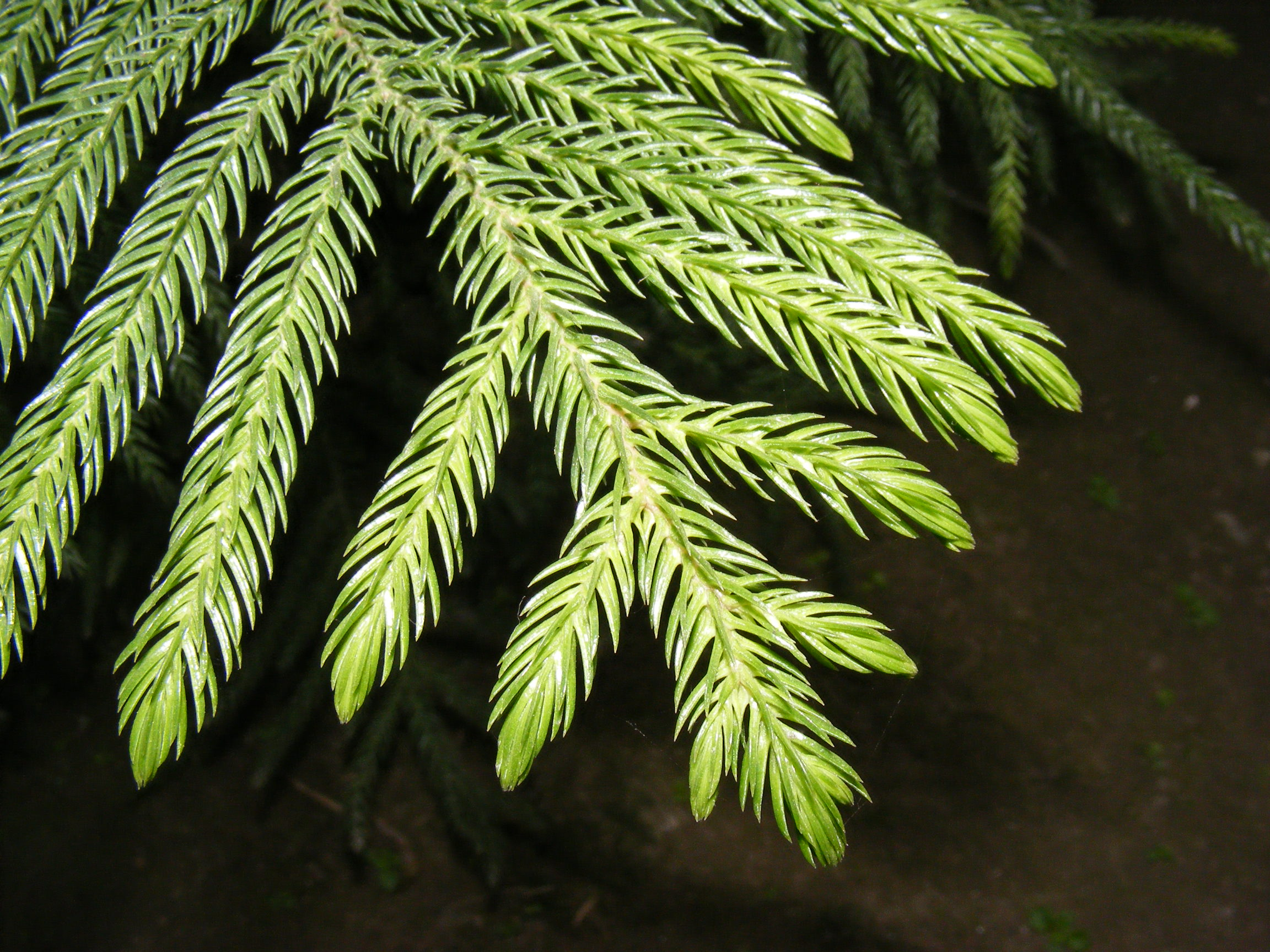
Araucariaceae: folhas semelhantes a espinhos de Araucaria columnaris.
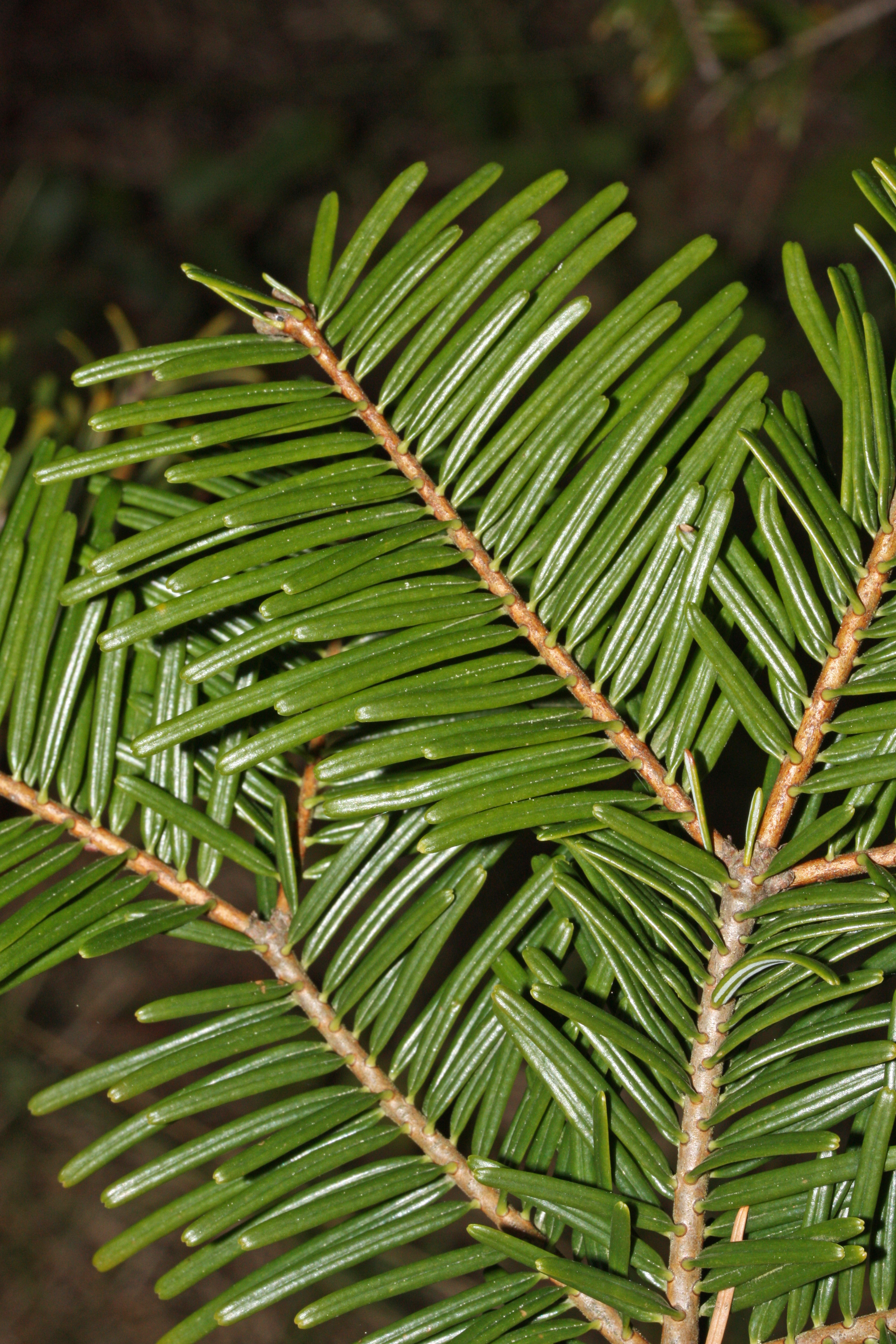
Folhas dispostas em espiral de Abies grandis. Em muitas espécies de Abies, as bases das folhas são torcidas para achatar a sua disposição e maximizar a captação de luz.
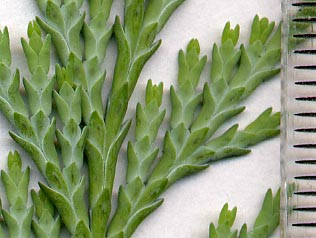
Cupressaceae: folhas escamiformes de Chamaecyparis lawsoniana (escala em mm).

Madeira
Os anéis das árvores são registos da influência das condições do meio físico e as suas características anatómicas registam as alterações da taxa de crescimento produzidas por essas condições. A estrutura microscópica da madeira das coníferas é constituída por dois tipos de células: o parênquima, cujas células têm forma oval ou poliédrica, com dimensões aproximadamente idênticas em três direcções; e os traqueídeos, com células fortemente alongadas.
Os traqueídos constituem mais de 90% do volume da madeira. Os traqueídos do lenho inicial, formados no início de uma estação de crescimento, têm grandes dimensões radiais e paredes celulares mais pequenas e finas. De seguida, formam-se os primeiros traqueídos da zona de transição, onde o tamanho radial das células e a espessura das suas paredes celulares mudam consideravelmente. Por fim, formam-se os traqueídos do lenho tardio, com tamanhos radiais pequenos e maior espessura da parede celular. Este é o padrão básico da estrutura interna dos anéis das coníferas.

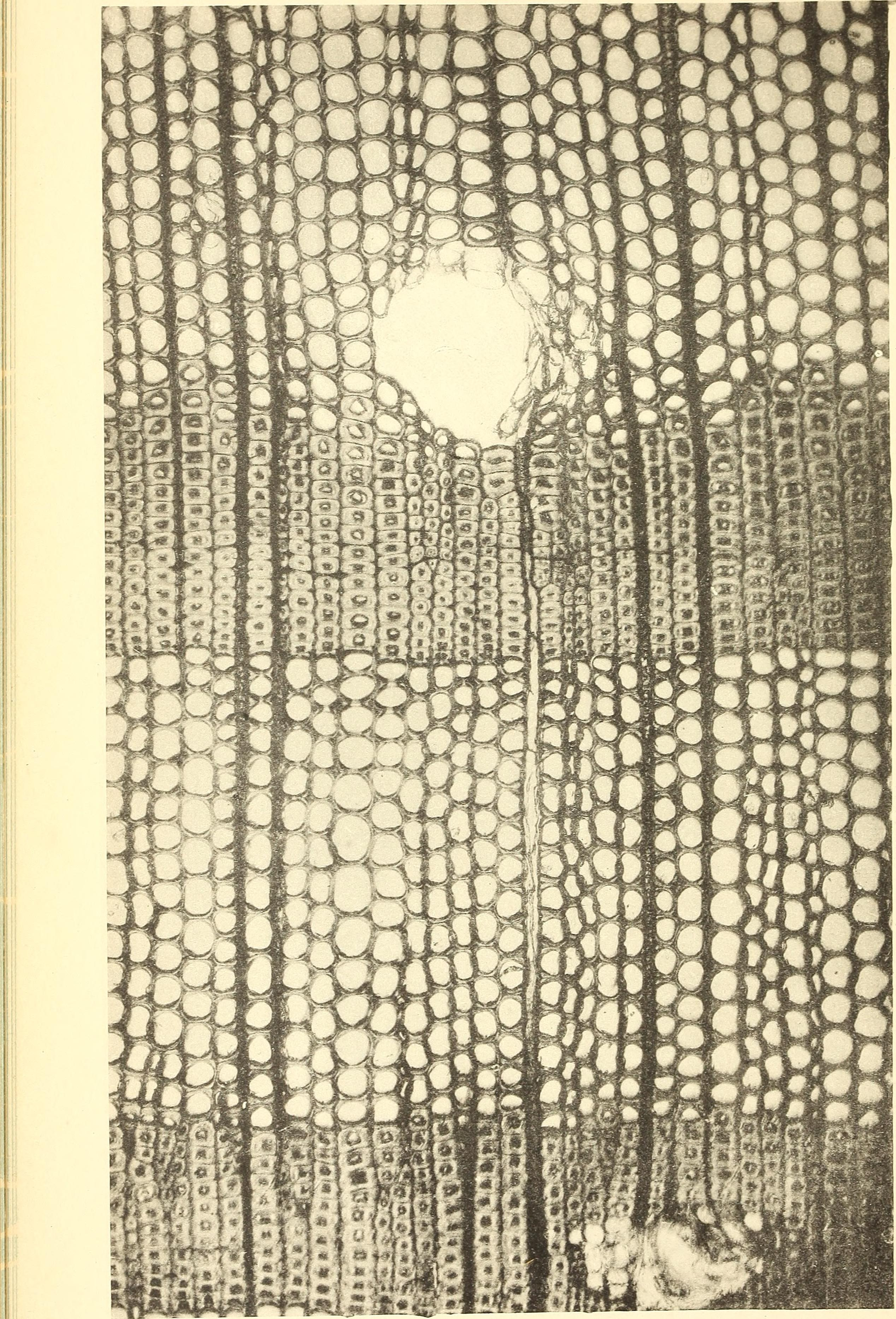
Uma secção fina mostrando a estrutura interna da madeira de uma conífera.

### Crescimento
O crescimento e a forma de uma árvore florestal são o resultado da atividade dos meristemas primários e secundários, influenciados pela distribuição do fotossintato das suas agulhas e pelos gradientes hormonais controlados pelos meristemas apicais. Os factores externos também influenciam o crescimento e a forma.
O silvicultor canadiano D. A. Fraser registou o desenvolvimento de uma única árvore de abeto-branco de 1926 a 1961. O crescimento apical do caule foi lento de 1926 a 1936, quando a árvore estava a competir com ervas e arbustos e provavelmente sombreada por árvores maiores. Os ramos laterais começaram a registar um crescimento reduzido e alguns já não eram visíveis na árvore com 36 anos. A árvore registou um crescimento apical total de cerca de 340 m, 370 m, 420 m, 450 m, 500 m, 600 m e 600 m nos anos de 1955 a 1961, respetivamente. O número total de agulhas de todas as idades presentes na árvore de 36 anos em 1961 era 5.25 milhões, pesando 14,25 kg.
Em 1961, agulhas com 13 anos de idade permaneciam na árvore. O peso em cinzas das agulhas aumentou progressivamente com a idade, de cerca de 4% nas agulhas do primeiro ano em 1961 para cerca de 8% nas agulhas com 10 anos. Ao discutir os dados obtidos de um abeto-branco de 11 m de altura, os autores do estudo especularam que, se o fotossintato utilizado na produção do crescimento apical em 1961 fosse produzido no ano anterior, então os 4 milhões de agulhas que foram produzidas até 1960 produziram alimento para cerca de 600 000 mm de crescimento apical ou 730 g de peso seco, mais de 12 milhões de mm3 de madeira para o anel anual de 1961, mais 1 milhão de novas agulhas, para além dos novos tecidos nos ramos, casca e raízes em 1960.
A isto acresce o fotossintato para produzir energia para sustentar a respiração durante este período, uma quantidade estimada em cerca de 10% da produção anual total de fotossintatos de uma árvore jovem e saudável. Nesta base, uma agulha produziu alimento para cerca de 0,19 mg de peso seco de crescimento apical, 3 mm3 de madeira, um quarto de uma agulha nova, mais uma quantidade desconhecida de madeira de ramos, casca e raízes.
A ordem de prioridade da distribuição de fotossintatos é provavelmente: primeiro para o crescimento apical e a formação de novas agulhas, depois para os botões para o crescimento do ano seguinte, com o câmbio nas partes mais velhas dos ramos a receber o sustento em último lugar. No abeto-branco estudado, as agulhas constituíam 17,5% do peso ao longo do dia. Sem dúvida, as proporções mudam com o tempo.

### Reprodução

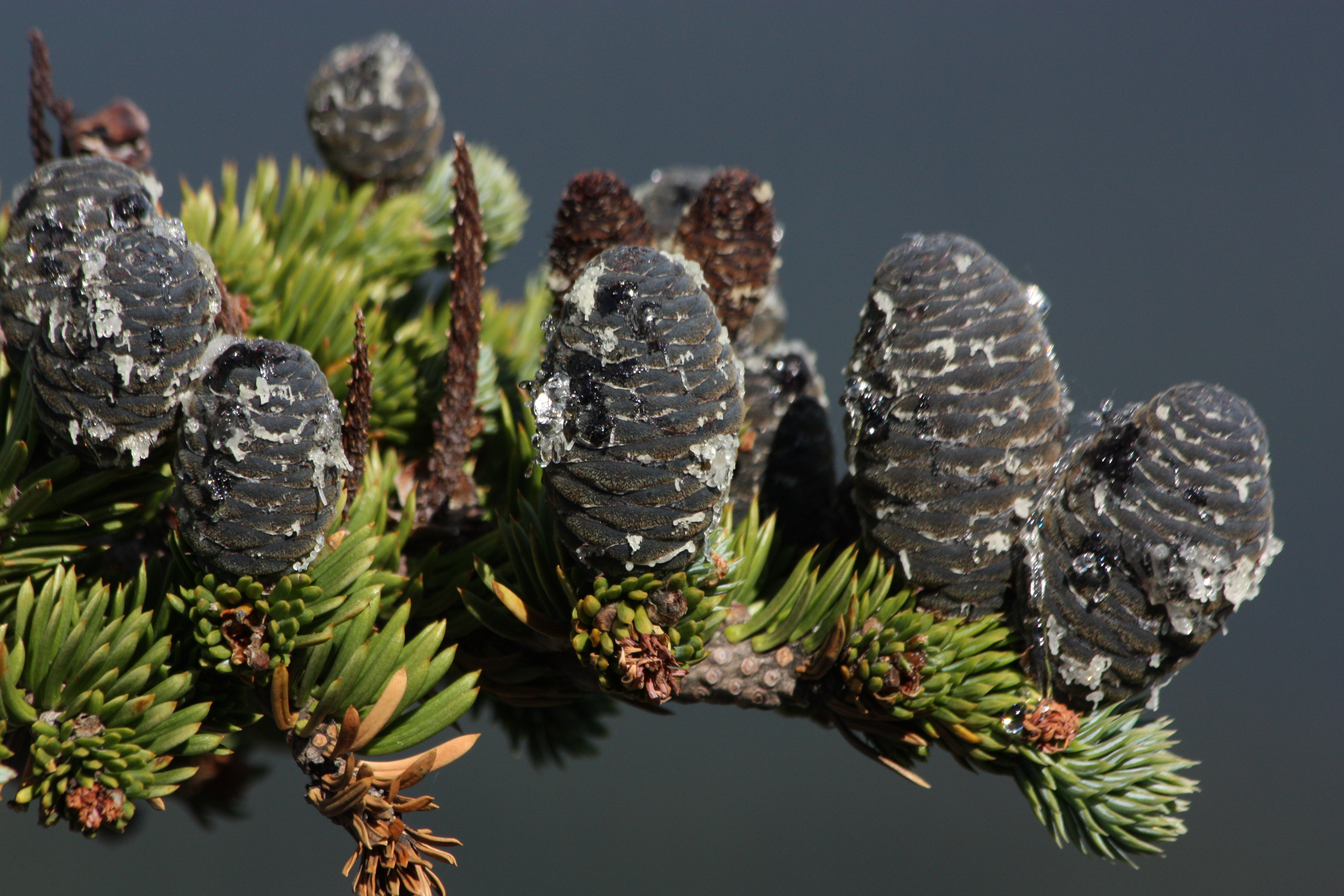
Pinaceae: cones feminios não abertos de Abies lasiocarpa.

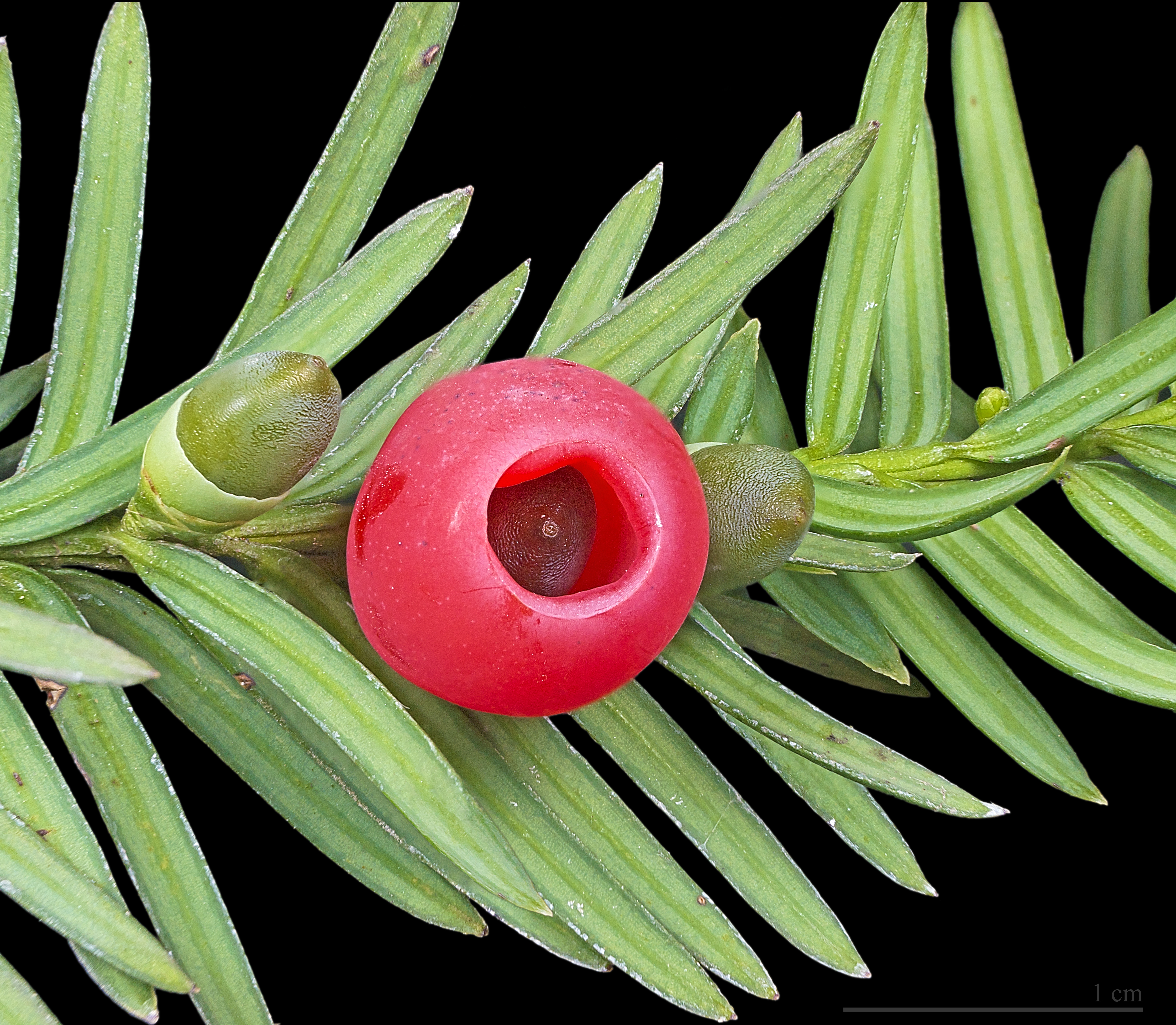
Taxaceae: o arilo carnudo que envolve cada semente de Taxus baccata é uma escama altamente modificada.

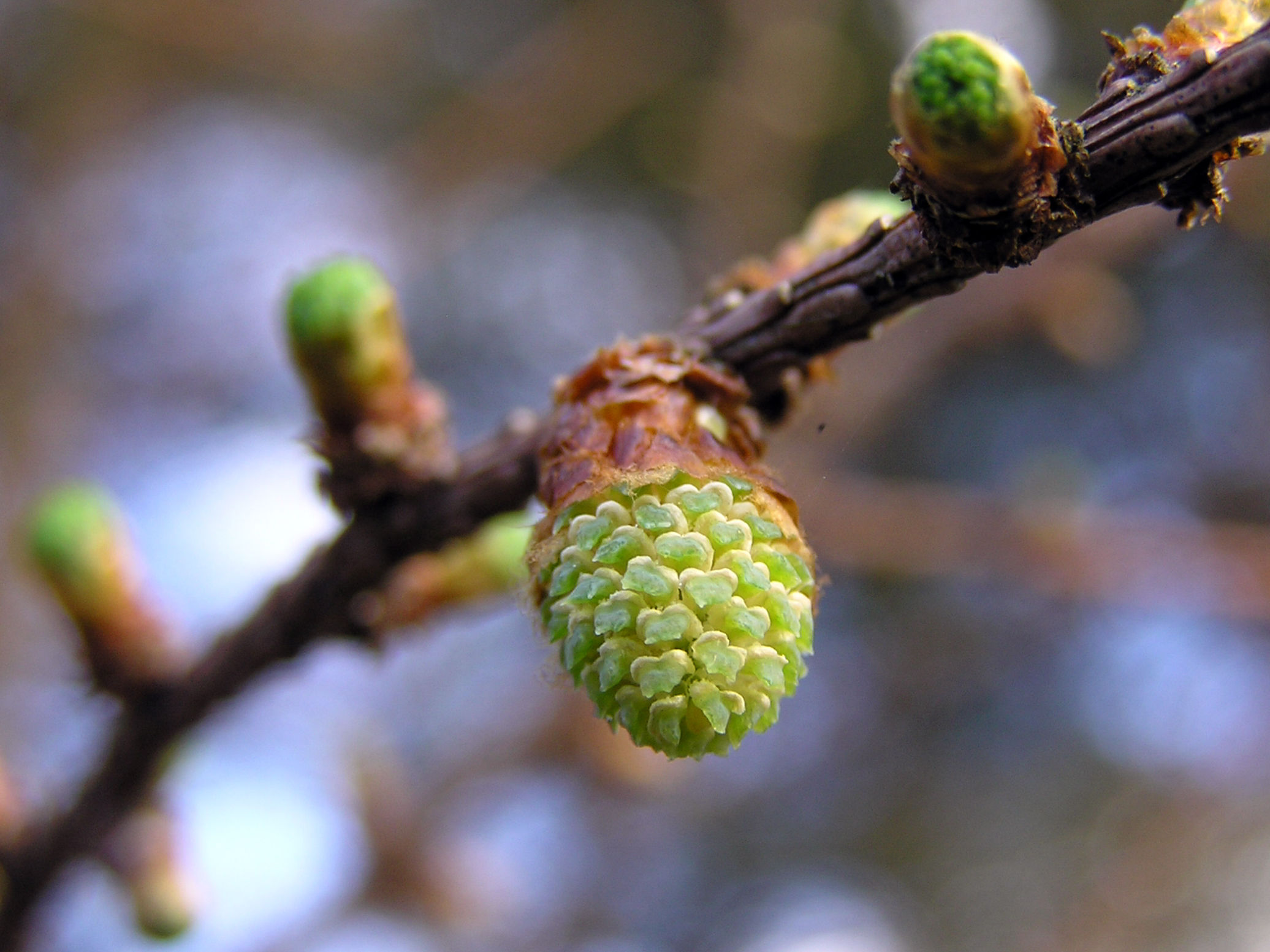
Pinaceae: cone de pólen de Larix kaempferi.

A maior parte das coníferas são monóicas, mas algumas são subdióicas ou mesmo dióicas. No entanto, em geral os órgãos masculinos e femininos encontram-se em estruturas separadas, com as sementes dentro de um cone protetor chamado estróbilo (também chamado cone ou pinha). Os cones levam de quatro meses a três anos para atingir a maturidade, e variam em tamanho de 2 mm a 600 mm de comprimento. Todas as coníferas são polinizadas pelo vento.
Nas Pinaceae, Araucariaceae, Sciadopityaceae e na maioria das Cupressaceae, os cones são lenhosos e, quando amadurecem, as escamas geralmente abrem para libertar as sementes, que podem ser dispersas pelo vento (anemocoria) ou por animais (zoocoria). Noutros (por exemplo, os pinheiros que produzem pinhões), as sementes semelhantes a frutos secos são dispersas por avess (principalmente quebra-nozes e gaios), que partem as pinhas especialmente adaptadas e mais macias. Noutras espécies, como os abetos e os cedros, os cones podem desintegrar-se e, ainda noutras, os cones, denominados arilos, são carnudos e comidos pelos animais, que libertam as sementes com as suas fezes.
Nas famílias Podocarpaceae, Cephalotaxaceae, Taxaceae, e num género Cupressaceae (Juniperus), as escamas são macias, carnudas, doces e de cores vivas, e são comidas por aves frugívoras, que depois passam as sementes nos seus excrementos. Estas escamas carnudas são (exceto em Juniperus) conhecidas como arilos. Em algumas destas coníferas (por exemplo, a maioria das Podocarpaceae), o cone é constituído por várias escamas fundidas, enquanto noutras (por exemplo, Taxaceae), o cone é reduzido a apenas uma escama de semente ou (por exemplo, Cephalotaxaceae) as várias escamas de um cone desenvolvem-se em arilos individuais, dando a aparência de um conjunto de bagas.
Os cones maduros podem permanecer na planta durante longos períodos como, por exemplo, em certas espécies de pinheiros que estão adaptados a fogos regulares, as sementes podem ficar dentro dos cones fechados até 60-80 anos, sendo libertadas apenas quando um fogo mata a árvore.
Os cones masculinos têm estruturas chamadas microsporângios que produzem pólen amarelado através de meiose. O pólen é libertado e transportado pelo vento para os cones femininos. Os grãos de pólen das espécies extantes de pinófitas produzem tubos polínicos, muito parecidos com os das angiospermas. Os gametófitos masculinos (grãos de pólen) das gimnospérmicas são transportados pelo vento até um cone feminino e são atraídos para uma pequena abertura no óvulo chamada micrópilo. É no interior do óvulo que ocorre a germinação do pólen. A partir daqui, um tubo polínico procura o gametófito feminino, que contém arquegónios, cada um com um óvulo, e se for bem sucedido, ocorre a fertilização. O zigoto resultante desenvolve-se num embrião, que, juntamente com o gametófito feminino (material nutritivo para o embrião em crescimento) e o seu tegumento circundante, se torna numa semente. Eventualmente, a semente pode cair no solo e, se as condições o permitirem, dar origem a uma nova planta.
Os esporângios femininos localizam-se em órgãos de forma cônica, chamados pinhas, frequentemente cobertos por escamas endurecidas (carpelos). As escamas encaixam-se perfeitamente umas nas outras e só se abrem depois da fecundação, para liberar a semente. As pinhas são as flores femininas, (por vezes podem ser outras estruturas, diferentes de pinhas, como gálbulas, entre outras menos comuns).
Em silvicultura, a terminologia das plantas com flor tem sido comummente aplicada, embora de forma incorrecta, também às árvores com cones. O cone masculino e o cone feminino não fertilizado são designados por flor macho e flor fêmea, respetivamente. Após a fecundação, o cone feminino é chamado fruto, que passa por amadurecimento (maturação).
Descobriu-se recentemente que o pólen das coníferas transfere os organelos mitocondriais para o embrião, uma espécie de meiose que talvez explique por que razão o Pinus e outras coníferas são tão produtivas, e talvez também tenha relação com a tendência observada na proporção entre os sexos.
Ciclo de vida
As coníferas são heterospóricas, gerando dois tipos diferentes de esporos: os micrósporos masculinos e os megásporos femininos. Estes esporos desenvolvem-se em esporófilos masculinos e femininos separados em cones masculinos e femininos separados.
Nos cones masculinos, os micrósporos são produzidos a partir de microsporócitos por meiose. Os microsporos desenvolvem-se em grãos de pólen, que contêm os gametófitos masculinos. Grandes quantidades de pólen são libertadas e transportadas pelo vento. Alguns grãos de pólen pousam num cone feminino para polinização. A célula generativa no grão de pólen divide-se em duas células espermáticas haploides por mitose levando ao desenvolvimento do tubo polínico. Na fecundação, um dos espermatozóides une o seu núcleo haploide ao núcleo haploide de um óvulo. Cada grão de pólen alado é um gametófito masculino com quatro células.
O cone feminino desenvolve dois óvulos, cada um dos quais contém megásporos haploides. Um megasporócito é dividido por meiose em cada óvulo. Três das quatro células se dividem, deixando apenas uma única célula sobrevivente que se desenvolverá em um gametófito feminino multicelular. Os gametófitos femininos crescem e produzem dois ou mais arquegónios, cada um dos quais contém um óvulo. Após a fertilização, o óvulo diploide dará origem ao embrião, e uma semente é produzida. O cone feminino abre-se então, libertando as sementes que crescem e dão origem a uma plântula.
O ciclo de vida das coníferas é o seguinte:
1. Para fertilizar o óvulo, o cone masculino liberta pólen que é transportado pelo vento até ao cone feminino. Isto é a polinização (os cones masculinos e femininos geralmente ocorrem na mesma planta).
2. O pólen fertiliza o gameta feminino (localizado no cone feminino). Em algumas espécies, a fecundação só ocorre 15 meses após a polinização.[12]
3. Um gâmeta feminino fertilizado (chamado zigoto) desenvolve-se num embrião.
4. Desenvolve-se uma semente que contém o embrião. A semente também contém as células do tegumento que envolvem o embrião. Esta é uma caraterística evolutiva das Spermatophyta.
5. A semente madura cai do cone para o solo.
6. A semente germina e a plântula cresce até se tornar uma planta adulta.
7. Quando a planta está madura, ela produz cones e o ciclo continua.

Ciclos reprodutivos femininos
A reprodução das coníferas é sincronizada com as mudanças sazonais nas zonas temperadas. O desenvolvimento reprodutivo abranda até parar durante cada estação de inverno e depois recomeça em cada primavera. O desenvolvimento do estróbilo masculino completa-se num único ano. As coníferas são classificadas em três ciclos reprodutivos que se referem à conclusão do desenvolvimento do estróbilo feminino desde a iniciação até à maturação da semente. Todos os três tipos de ciclo reprodutivo têm um longo intervalo entre a polinização e a fertilização.
Os ciclos reprodutivos feminimos das coníferas são os seguintes:
- Ciclo reprodutivo de um ano — Os géneros incluem Abies, Picea, Cedrus, Pseudotsuga, Tsuga, Keteleeria (Pinaceae) e Cupressus, Thuja, Cryptomeria, Cunninghamia e Sequoia (Cupressaceae). Os estróbilos femininos iniciam-se no final do verão ou no outono de um ano e depois passam o inverno. Os estróbilos femininos emergem, seguindo-se a polinização na primavera seguinte. A fecundação tem lugar no verão do ano seguinte, apenas 3-4 meses após a polinização. Os cones amadurecem e as sementes são libertadas no final do mesmo ano. A polinização e a fertilização ocorrem numa única estação de crescimento.[13]
- Ciclo reprodutivo de dois anos — Os géneros incluem Widdringtonia, Sequoiadendron (Cupressaceae) e a maioria das espécies de Pinus. Os primórdios dos estróbilos femininos formam-se no final do verão ou no outono e depois passam o inverno. Os estróbilos femininos emergem e recebem pólen na primavera do primeiro ano e transformam-se em cones. O conelet passa por outro repouso invernal e, na primavera do 2.º ano, formam-se arquegónios nos cones imaturos. A fecundação dos arquegónios ocorre no início do verão do 2.º ano, pelo que o intervalo entre a polinização e a fecundação é superior a um ano. Após a fertilização, o primórdio do cone é considerado um cone imaturo. A maturação ocorre no outono do 2.º ano, altura em que as sementes são libertadas.  Em resumo, os ciclos de 1 ano e de 2 anos diferem principalmente na duração do intervalo entre a polinização e a fertilização.[13]
- Ciclo reprodutivo de três anos — Três das espécies de coníferas são espécies de pinheiro (Pinus pinea, Pinus leiophylla, Pinus torreyana) que têm eventos de polinização e fertilização separados por um intervalo de 2 anos. Os estróbilos femininos iniciam-se no final do verão ou no outono de um ano e passam o inverno até à primavera seguinte. Os estróbilos femininos emergem e a polinização ocorre na primavera do segundo ano e os estróbilos polinizados tornam-se cones no mesmo ano (ou seja, no segundo ano). Os gametófitos femininos no conelet desenvolvem-se tão lentamente que o megásporo não passa por divisões nucleares livres até ao outono do 3.º ano. O conelet então hiberna novamente no estágio de gametófito feminino livre-nuclear. A fertilização ocorre no início do verão do 4.º ano e as sementes amadurecem nos cones no outono do 4.º ano.[13]

## Ecologia

### Dispersão das sementes
A dispersão pelo vento e a dispersão por animais são os dois principais mecanismos envolvidos na dispersão de sementes das coníferas. A dispersão de sementes pelo vento envolve dois processos, nomeadamente: dispersão local de vizinhança (LND) e dispersão a longa distância (LDD). As distâncias de dispersão a longa distância variam de 12 a 34 km a partir da fonte.
As aves da família dos corvos, Corvidae, são o principal distribuidor das sementes de coníferas. Estas aves são conhecidas por formar caches de até 32000 sementes de pinheiro e transportar as sementes até 12 a 22 km da fonte. As aves armazenam as sementes no solo a uma profundidade de 2-3 cm em condições que favorecem a germinação.

### Espécies invasoras

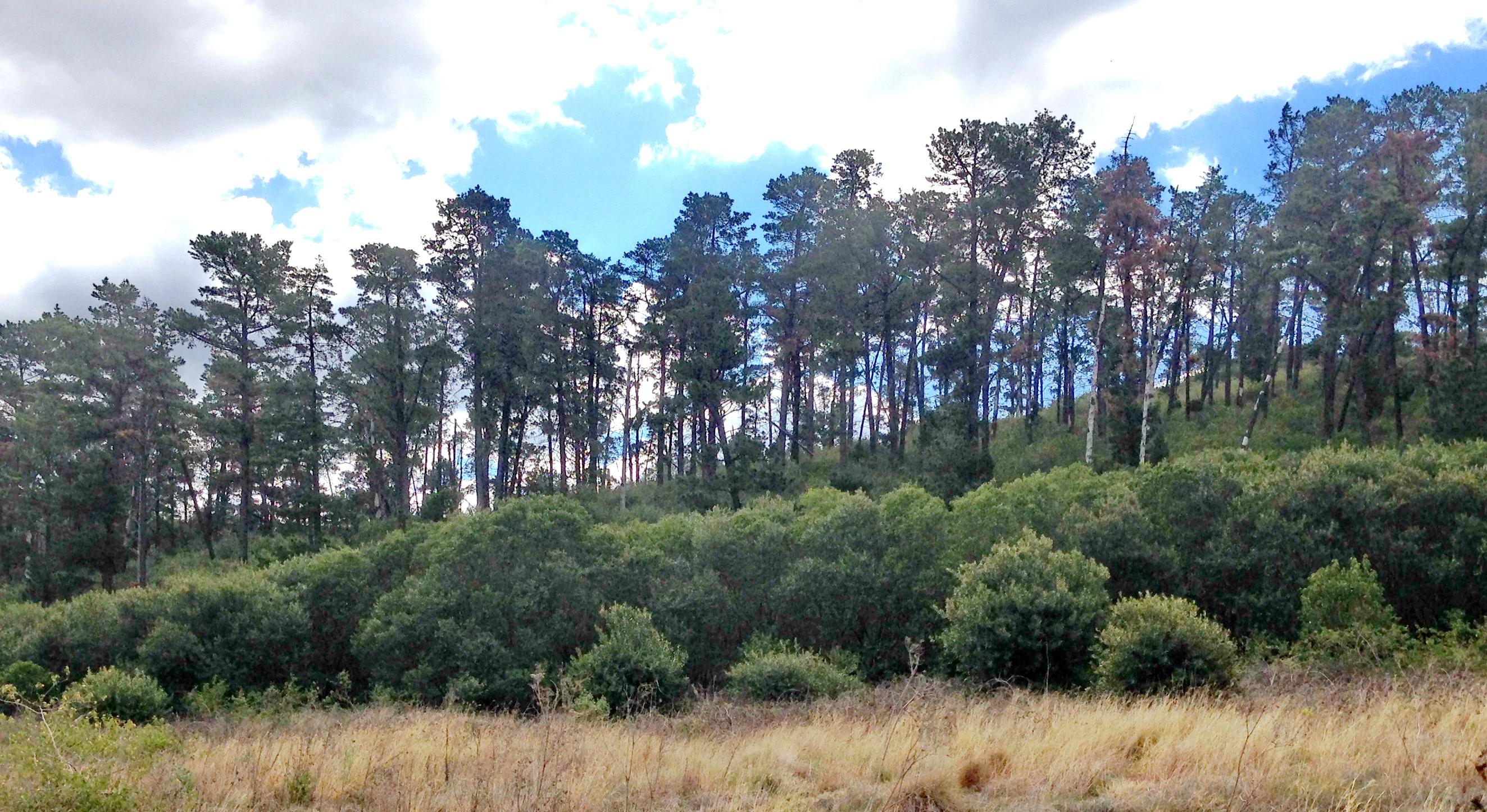
Uma floresta de pinheiros-de-monterey em Sydney, Austrália

Várias coníferas originalmente introduzidas para a silvicultura tornaram-se espécies invasoras em partes da Nova Zelândia e da Austrália, incluindo o pinheiro-radiata (Pinus radiata), Pinus contorta, a pseudotsuga (Pseudotsuga menziesii) e o larício-europeu (Larix decidua).

Em partes da África do Sul, o pinheiro bravo (Pinus pinaster), o pinheiro-patula (Pinus patula) e o pinheiro-radiata foram declarados espécies invasoras. Estas coníferas assilvestradas constituem um grave problema ambiental que afecta a agricultura pastoril e a conservação da natureza.
A espécie Pinus radiata foi introduzido na Austrália na década de 1870, sendo no presente a espécie de árvore dominante nas plantações australianas,
a ponto que muitos conservacionistas australianos estão preocupados com a consequente perda de habitat da vida selvagem nativa. A espécie é amplamente considerada como uma espécie daninha ambiental no sudeste e sudoeste da Austrália e é encorajada a remoção de plantas individuais para além das plantações.

## Pragas
Pelo menos 20 espécies de coleópteros da família Cerambycidae, conhecidos pelo nome comum de brocas, alimentam-se da madeira de coníferas, com destaque para as píceas, abetos e tsugas. Contudo, as brocas raramente abrem túneis em árvores vivas, embora quando as populações são elevadas, os escaravelhos adultos se alimentem da casca de galhos tenros e possam danificar árvores jovens vivas.
Uma das espécies de brocas mais comuns e amplamente distribuídas na América do Norte é o Monochamus scutellatus. Os adultos são encontrados no verão em árvores recém-caídas ou abatidas, alargando pequenas fendas na casca, onde põem os ovos. Os ovos eclodem em cerca de 2 semanas e as pequenas larvas fazem um túnel até à madeira e marcam a sua superfície com os seus canais de alimentação. Com o início do tempo mais frio, perfuram a madeira, fazendo orifícios de entrada ovais e escavam profundamente. A alimentação continua no verão seguinte, quando as larvas regressam ocasionalmente à superfície da madeira e alargam os canais de alimentação, geralmente em forma de U. Durante este período, sob os troncos, acumulam-se pequenos montes de resíduos expelidos pelas larvas. No início da primavera do segundo ano após a postura dos ovos, as larvas, com cerca de 30 mm de comprimento, atingem o estado de pupa instalando-se no alargamento do túnel, logo abaixo da superfície da madeira. Os adultos que daí resultam saem perfurando a madeira no início do verão, deixando buracos de saída redondos, completando assim o ciclo de vida habitual de 2 anos.

## Classificação e filogenia

### História evolucionária
As primeiras coníferas aparecem no registo fóssil durante o final do Carbonífero (Pennsylvaniano), há mais de 300 milhões de anos. Pensa-se que as coníferas estão mais estreitamente relacionadas com as Cordaitales, um grupo de árvores e plantas trepadeiras extintas do Carbonífero e do Permiano cujas estruturas reprodutivas tinham algumas semelhanças com as das coníferas. As coníferas mais primitivas pertencem ao conjunto parafilético das "coníferas Walchianas" (Walchia), que eram árvores de pequeno porte e provavelmente originárias de habitats secos de terras altas.
A distribuição das coníferas expandiu-se durante o início do Permiano (Cisuraliano) para as terras baixas devido ao aumento da aridez. As coníferas Walchianas foram gradualmente substituídas por coníferas mais avançadas, as Voltziales ou coníferas de "transição".
As coníferas não foram, em grande parte, afectadas pelo evento de extinção Permiano-Triássico, e as foram plantas terrestres dominantes na era Mesozóica. Os grupos modernos de coníferas surgiram dos Voltziales durante o Permiano Superior e o Jurássico. As coníferas sofreram um grande declínio no Cretáceo Superior, correspondendo à radiação adaptativa explosiva das plantas com flor que então ocorreu.

### Taxonomia e nome
O termo 'conífera', de uso generalizado, é uma palavra de origem latina, cuja etimologia é um composto de "conus" (cone) e "ferre" (suportar), que significa "aquele que carrega (um) cone(s)".
As coníferas formam um táxon que recebeu vários nomes de acordo com os sistemas de classificação e o nível taxonómico a que foi considerado, tais como Coniferae (Jussieu 1774, Eichler, Engler 1886-1924, Wettstein), Pinopsida (Burnett 1835, Kubitzki, Ehrendorfer, Ruggiero et al. 2015), Coniferopsida (Sporne, Bierhorst, eol), Strobilophyta (Bessey), Coniferales (Coulter & Chamberlain), Coniferophyta (Johnson, Pant, Taylor, Cronquist, Margulis, ITIS), Coniferophytina, Pinicae (Cronquist et al.), Pinatae (Kubitzki), Pinales (Stevens' APG, APWeb) e Pinidae (Chase & Reveal 2009, Christenhusz et al. 2011, NCBI). Todos estes nomes não são simples sinónimos taxonómicos, pois apresentam circunscrição taxonómica distinta, podendo mesmo subsister conjuntamente a diferentes níveis taxonómicos. A utilização do termo Pinophyta (Reveal 1996), o que implica que o grupo é considerado ao nível de divisão, é presentemente o mais popular, mas o uso de  Coniferidae e Taxopsida também té comum. Por outro lado, Cole & Hilger (2013) diferenciam o clado Pinales das coníferas (conifers), que formam um grupo parafilético em relação à Gnetales.
Tradicionalmente, a divisão Pinophyta incluía todas as gimnospermas, mas este agrupamento seria polifilético por incluir plantas distintas como as cicadófitas e o género Ginkgo, que têm uma filogenia diferente das coníferas.
Na sua presente circunscrição taxonómica, a divisão Pinophyta contém apenas uma classe, Pinopsida, que já esteve dividida em  duas ordens, Pinales e Taxales, mas após estudos genéticos recentes terem mostraod que estes dois grupos são um clade monofilético, passou a incluir apenas uma ordem Pinales com circunscrição mais alargada. No entanto, estão descritas outras classes e ordens de coníferas extintas, particularmente das eras Mesozóica e Paleozóica superior.
O nome da divisão Pinophyta está em conformidade com as regras do Código Internacional de Nomenclatura para Algas, Fungos e Plantas (ICN), que estabelece (no artigo 16.1) que os nomes dos taxa superiores em plantas (acima do grau de família) ou são formados a partir do nome de uma família incluída (geralmente a mais comum ou representativa), neste caso Pinaceae (a família pinheiros), ou são descritivos. Um nome descritivo de uso corrente para as coníferas (qualquer que seja a classificação escolhida) é Coniferae (artigo 16.2).
De acordo com o ICN, é possível utilizar um nome formado pela substituição da terminação -aceae no nome de uma família incluída, neste caso preferencialmente Pinaceae, pela terminação apropriada, no caso desta divisão -ophyta. Em alternativa, podem também ser utilizados "nomes botânicos descritivos" em qualquer nível taxonómico acima de família. Assim ambos são permitidos.
Isto significa que, se as coníferas forem consideradas uma divisão, podem ser designadas por Pinophyta ou Coniferae. Como classe, podem ser chamadas de Pinopsida ou Coniferae. Como ordem, podem ser chamadas de Pinales, Coniferae ou Coniferales.

### Diversidade
As coníferas são o maior e mais importante grupo de gimnospérmicas do ponto de vista económico, mas, no entanto, constituem apenas um dos quatro grupos. A divisão Pinophyta é constituída por apenas uma classe, Pinopsida, que inclui taxa extantes e fósseis. A subdivisão das coníferas vivas em duas ou mais ordens tem sido proposta de tempos a tempos. A mais comum no passado foi a divisão em duas ordens, Taxales (Taxaceae apenas) e Pinales (o resto), mas a investigação recente em sequências de ADN sugere que esta interpretação deixa os Pinales sem Taxales como parafiléticos, e a última ordem já não é considerada distinta.
Uma subdivisão mais exacta seria dividir a classe em três ordens, Pinales contendo apenas Pinaceae, Araucariales contendo Araucariaceae e Podocarpaceae, e Cupressales contendo as restantes famílias (incluindo Taxaceae), mas não tem havido qualquer apoio significativo para tal divisão, com a maioria das opiniões a preferir a manutenção de todas as famílias dentro de uma única ordem Pinales, apesar da sua antiguidade e diversidade morfológica.
Numa recente revisão, as coníferas foram aceites como sendo compostas por sete famílias, com um total de 65-70 géneros e 600-630 espécies (696 nomes aceites). Noutras interpretações, a família Cephalotaxaceae pode ser melhor incluída dentro das Taxaceae, e alguns autores reconhecem adicionalmente Phyllocladaceae como distinta de Podocarpaceae (na qual está incluída aqui). A família Taxodiaceae é aqui incluída na família Cupressaceae, mas foi amplamente reconhecida no passado e ainda pode ser encontrada em muitos guias de campo. Uma nova classificação e sequência linear baseada em dados moleculares pode ser encontrada num artigo de Christenhusz et al. As sete famílias mais distintas estão ligadas na caixa abaixo à direita e no diagrama filogenético à esquerda:
|  | Araucariaceae |
|  |               |
|  | Podocarpaceae |
|  |               |

|  | Cephalotaxaceae            |
|  |                            |
|  | \| \| Taxaceae \| \| \| \| |
|  |                            |
|  | Taxaceae                   |
|  |                            |

|  | Taxaceae |
|  |          |

|  | Cephalotaxaceae            |
|  |                            |
|  | \| \| Taxaceae \| \| \| \| |
|  |                            |
|  | Taxaceae                   |
|  |                            |

|  | Taxaceae |
|  |          |

|  | Cephalotaxaceae            |
|  |                            |
|  | \| \| Taxaceae \| \| \| \| |
|  |                            |
|  | Taxaceae                   |
|  |                            |

|  | Taxaceae |
|  |          |

|  | Cephalotaxaceae            |
|  |                            |
|  | \| \| Taxaceae \| \| \| \| |
|  |                            |
|  | Taxaceae                   |
|  |                            |

|  | Taxaceae |
|  |          |

|  | Araucariaceae |
|  |               |
|  | Podocarpaceae |
|  |               |

|  | Cephalotaxaceae            |
|  |                            |
|  | \| \| Taxaceae \| \| \| \| |
|  |                            |
|  | Taxaceae                   |
|  |                            |

|  | Taxaceae |
|  |          |

|  | Cephalotaxaceae            |
|  |                            |
|  | \| \| Taxaceae \| \| \| \| |
|  |                            |
|  | Taxaceae                   |
|  |                            |

|  | Taxaceae |
|  |          |

|  | Cephalotaxaceae            |
|  |                            |
|  | \| \| Taxaceae \| \| \| \| |
|  |                            |
|  | Taxaceae                   |
|  |                            |

|  | Taxaceae |
|  |          |

|  | Cephalotaxaceae            |
|  |                            |
|  | \| \| Taxaceae \| \| \| \| |
|  |                            |
|  | Taxaceae                   |
|  |                            |

|  | Taxaceae |
|  |          |

|  | Araucariaceae |
|  |               |
|  | Podocarpaceae |
|  |               |

|  | Cephalotaxaceae            |
|  |                            |
|  | \| \| Taxaceae \| \| \| \| |
|  |                            |
|  | Taxaceae                   |
|  |                            |

|  | Taxaceae |
|  |          |

|  | Cephalotaxaceae            |
|  |                            |
|  | \| \| Taxaceae \| \| \| \| |
|  |                            |
|  | Taxaceae                   |
|  |                            |

|  | Taxaceae |
|  |          |

|  | Cephalotaxaceae            |
|  |                            |
|  | \| \| Taxaceae \| \| \| \| |
|  |                            |
|  | Taxaceae                   |
|  |                            |

|  | Taxaceae |
|  |          |

|  | Cephalotaxaceae            |
|  |                            |
|  | \| \| Taxaceae \| \| \| \| |
|  |                            |
|  | Taxaceae                   |
|  |                            |

|  | Taxaceae |
|  |          |

|  | Araucariaceae |
|  |               |
|  | Podocarpaceae |
|  |               |

|  | Cephalotaxaceae            |
|  |                            |
|  | \| \| Taxaceae \| \| \| \| |
|  |                            |
|  | Taxaceae                   |
|  |                            |

|  | Taxaceae |
|  |          |

|  | Cephalotaxaceae            |
|  |                            |
|  | \| \| Taxaceae \| \| \| \| |
|  |                            |
|  | Taxaceae                   |
|  |                            |

|  | Taxaceae |
|  |          |

|  | Cephalotaxaceae            |
|  |                            |
|  | \| \| Taxaceae \| \| \| \| |
|  |                            |
|  | Taxaceae                   |
|  |                            |

|  | Taxaceae |
|  |          |

|  | Cephalotaxaceae            |
|  |                            |
|  | \| \| Taxaceae \| \| \| \| |
|  |                            |
|  | Taxaceae                   |
|  |                            |

|  | Taxaceae |
|  |          |

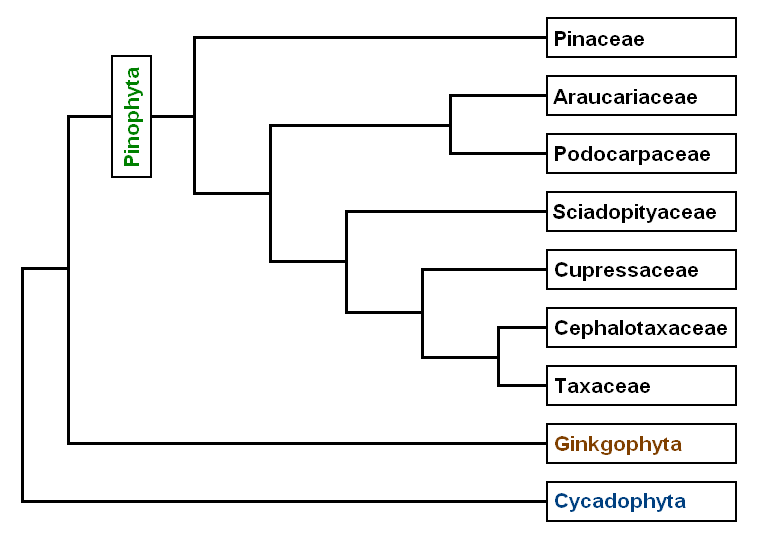
Filogenia das Pinophyta baseada na análise cladística de dados moleculares.

As coníferas são um grupo antigo, com um registo fóssil que se estende por cerca de 300 milhões de anos até ao Paleozoico no final do Carbonífero. Mesmo muitos dos géneros modernos são reconhecíveis a partir de fósseis com 60-120 milhões de anos. Outras classes e ordens, há muito extintas, também ocorrem como fósseis, particularmente das eras Paleozóica tardia e Mesozóica. As coníferas fósseis incluíam muitas formas diversas, sendo as mais dramaticamente distintas das coníferas modernas algumas coníferas herbáceas sem caules lenhosos. As principais ordens fósseis de coníferas, ou de plantas semelhantes a coníferas, incluem as Cordaitales, Vojnovskyales, Voltziales e talvez também as Czekanowskiales (possivelmente mais estreitamente relacionadas com o filo Ginkgo).
Vários estudos também indicam que as Gnetophyta pertencem às coníferas, apesar de suas aparências distintas, colocando-as como um grupo irmão de Pinales (a hipótese 'GnePin' ou 'gnepina') ou como sendo mais derivadas que Pinales, mas irmãs do resto do grupo. Os estudos mais recentes favorecem a hipótese "gnepina".

## Importância económica

Uma floresta de coníferas retratada no brasão de armas da região de Kainuu, na Finlândia, ilustrativo da importância das coníferas na economia dos países nórdicos.

A madeira macia derivada de coníferas é de grande valor económico, fornecendo cerca de 45% da produção mundial anual de madeira serrada. Outras utilizações da madeira incluem a produção de papel e plástico a partir de polpa de madeira tratada quimicamente. Algumas coníferas também fornecem alimentos como os pinhões e as bagas de zimbro, estas últimas utilizadas para dar sabor ao gin.
Entre outras, são comuns as seguintes utilizações alimentares das sementes:
- Entre as utilizações alimentares, a mais conhecida é a recolha do pinhão, que é a semente comestível das espécies do género Pinus (família Pinaceae) (no sul da Europa)  e a recolha do pinhão-brasileiro (ou pinhão-patagónico), das espécies do género Araucaria (família Araucariaceae), principalmente da espécie Araucaria araucana.
- Também as bagas  (na realidade arilos) de zimbro (Juniperus communis), uma espécie do género Juniperus (família Cupressaceae), são vendidas secas para utilização como especiaria, para temperar carnes, molhos e recheios, sendo um ingrediente essencial para aromatizar gin.
- A kaya (Torreya nucifera), cujas sementes, após tratamento, podem ser consumidas como nozes.

Relativamente às espécies que produzem estruturas carnudas comestíveis, semelhantes a frutos, podemos encontrar:
- O lleuque (Prumnopitys andina), cujas sementes têm uma forma oval e são envolvidas por uma polpa comestível macia e de bom sabor, com a qual se prepara uma compota, e outras preparações culinárias.
- A inugaya (Cephalotaxus harringtonia) em que o revestimento carnudo da semente também é comestível.
- A kahikatea (Dacrycarpus dacrydioides), cujo arilo carnudo, o koroi, era um importante recurso alimentar para os maori e era servido em banquetes em grandes quantidades.
- O kusamaki (Podocarpus macrophyllus), o illawarra (Podocarpus elatus) e o mañio (Podocarpus nubigenus), entre outros Podocarpus, cujos arilos carnudos do cone maduro são comestíveis (o resto da planta é tóxico).

### Cultura

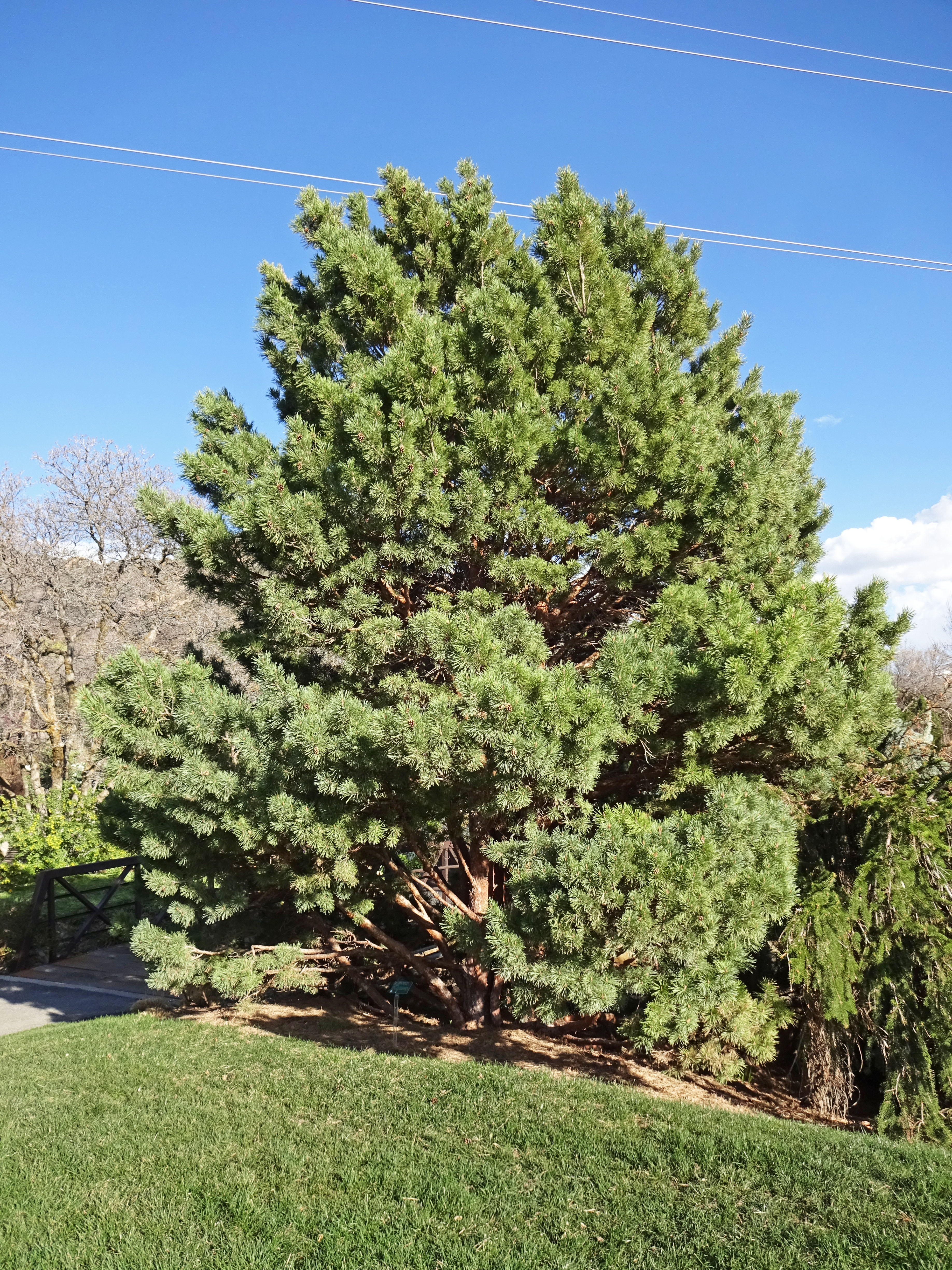
Globosa, um cultivar de Pinus sylvestris, uma espécie do norte da Europa, no arboreto norte-americano Red Butte Garden.

Coníferas, nomeadamente Abies (abeto), Cedrus, Chamaecyparis lawsoniana, Cupressus (cipreste), zimbro, Picea (abeto), Pinus (pinheiro), Taxus (teixo) e Thuja (cedro), têm sido objeto de seleção para fins ornamentais e de produção de madeiras. As plantas com hábitos de crescimento, tamanhos e cores invulgares são propagadas e plantadas em parques e jardins em todo o mundo.
As coníferas podem absorver azoto tanto sob a forma de amónio (NH4+) como de nitrato (NO3−), mas as formas não são fisiologicamente equivalentes. A forma do azoto afecta tanto a quantidade total como a composição relativa do azoto solúvel nos tecidos do abeto-branco (Picia glauca).
Foi demonstrado que o azoto amoniacal promove a arginina e a amida e conduz a um grande aumento dos compostos de guanidina livres, ao passo que nas folhas alimentadas com nitrato como única fonte de azoto os compostos de guanidina eram menos proeminentes. Foi observado que os resultados, obtidos a partir de determinações efectuadas no final do verão, não excluíam a ocorrência de respostas intermédias diferentes noutras épocas do ano. O azoto amoniacal produziu plântulas significativamente mais pesadas (peso seco) e com maior teor de azoto após 5 semanas do que as produzidas com a mesma quantidade de azoto nítrico. O mesmo efeito em plântulas de diversas coníferas com 105 dias de idade.
O efeito geral a curto prazo da fertilização com azoto nas plântulas de coníferas é estimular mais o crescimento dos rebentos do que o crescimento das raízes. Durante um período mais longo, o crescimento das raízes também é estimulado.
Durante muito tempo, muitos gestores de viveiros de plantas mostraram-se relutantes em aplicar fertilizantes azotados no final da estação de crescimento, por receio de um maior perigo de danos causados pelas geadas nos tecidos suculentos. Uma apresentação no North American Forest Tree Nursery Soils Workshop, em Syracuse, em 1980, forneceu fortes provas em contrário: Bob Eastman, Presidente da Western Maine Forest Nursery Co. afirmou que, durante 15 anos, conseguiu evitar a "queimadura" invernal em exemplares jovens de Picea abies e do abeto-branco no seu viveiro, fertilizando com 56-90 kg/ha de azoto em setembro, quando anteriormente a queimadura invernal era sentida anualmente, muitas vezes de forma grave. Eastman também afirmou que a capacidade de armazenamento durante o inverno das plantas assim tratadas foi muito melhorada.
As concentrações de nutrientes nos tecidos das plantas dependem de muitos factores, incluindo as condições de crescimento. A interpretação das concentrações determinadas por análise é fácil apenas quando um nutriente ocorre numa concentração excessivamente baixa ou, ocasionalmente, excessivamente alta. Os valores são influenciados por factores ambientais e interacções entre os 16 elementos nutrientes conhecidos como essenciais para as plantas, 13 dos quais são obtidos do solo, incluindo azoto, fósforo, potássio, cálcio, magnésio, e enxofre, todos utilizados em quantidades relativamente grandes.
As concentrações de nutrientes nas coníferas também variam consoante a estação, a idade, o tipo de tecido amostrado e a técnica analítica. As gamas de concentrações que ocorrem em plantas bem cultivadas fornecem um guia útil para avaliar a adequação de nutrientes específicos, e os rácios entre os principais nutrientes são guias úteis para desequilíbrios nutricionais.